# Дай Ли
Дай Ли (28 мая 1897 — 17 марта 1946) — китайский генерал, руководитель разведки гоминьдана.

## Биография
Родился в провинции Чжэцзян. После окончания школы поступил на военную службу. В 1925 поступил в военную академию Вампу. Один из организаторов Общества возрождения (Фусиншэ) в 1932 году. В 1935 году назначен руководителем 2-го департамента (специальных операций) официальной спецслужбы – Контрольно-статистического бюро Военного совета Национального правительства.
В 1938 году с реорганизацией Контрольно-статистического бюро 2-й департамент был преобразован в самостоятельную спецслужбу, принявшую полное название прежней организации (известна также как Военно-статистическое бюро). Дай Ли в должности заместителя начальника бюро стал его фактическим руководителем.
В 1942 году после вступления во вторую мировую войну США и подписания договора SACO Дай Ли стал руководителем совместной американо-китайской разведывательной организации. Одним из основных направлений её работы стала борьба с коллаборационистским правительством Ван Цзинвэя.
К окончанию войны разведывательная служба под руководством Дай Ли выросла до 100 000 человек.
Погиб в авиакатастрофе в 1946 году.
Барбара Такман в книге «Стилуэлл и американский опыт в Китае, 1911—1945» описала Дай Ли как «китайскую помесь Гиммлера и Эдгара Гувера».